# Antonio Aniante
Antonio Rapisarda, född 2 januari 1900, död 1983, var en italiensk författare, mera känd under sin pseudonym Antonio Aniante.

## Biografi
Antonio Aniante skrev till en början främst romaner och pjäser, men utgav senare ett antal biografier, bland annat över Benito Mussolini 1932 och Gabriele D’Annunzio 1934. Efter att ha blivit antifascist flyttade han till Frankrike, där han utgav Vie et aventures de Marco Polo (1938).